# Claudio Granzotto
Claudio Granzotto, un prêtre italien né le 23 août 1900 à Santa Lucia di Piave près de Trévise en Vénétie  et mort le 15 août 1947 à Padoue d'une tumeur au cerveau. Il utilisa la sculpture pour évangéliser la population environnante.

## Biographie
Claudio Granzotto est né à Santa Lucia di Piave près de Trévise. Dans sa tendre enfance il est féru d'art et a des capacités  en arts plastiques. Lors de la Première Guerre mondiale, il s'engage dans l'armée italienne pour effectuer son service militaire, c'est là qu'il se sent appelé pour la prêtrise.

## Formation artistique
Pour parachever sa formation artistique dans l'enseignement supérieur il fréquenta l'Académie des beaux-arts de Venise. Il est aidé dans ses études par son frère ainé et par le curé de sa paroisse Antonio Morando. Il eut pour maître le sculpteur Adolfo Wildt. Il réalisa, sous la direction de ce dernier, en marbre de Carrare, la sculpture de bénitier de Sainte-Lucie.

## Antifascisme
Il résista au fascisme italien en refusant de participer au nom de sa foi catholique à l'ambition artistique de Mussolini et son  orientation néopaïenne. Ainsi il ne participa pas à la réalisation du Foro Italico à Rome censé abriter l'exposition universelle de 1942, qui finalement n'a jamais eu lieu. Ce qui provoqua dès 1929 un doute existentiel qui après moult hésitations le décida à entrer chez les frères mineurs franciscains.

## Frère Franciscain
Il devint frère franciscain. Il entra dans l'ordre franciscain officiellement le 7 décembre 1933. il devient novice en 1935 conforment à la règle de saint François d'assise du début XVIIIe siècle définissant  la formation des frères mineurs.